# تژی ساوانیه
تژی ساوانیر (انگلیسی: Téji Savanier؛ زادهٔ ۲۲ دسامبر ۱۹۹۱) بازیکن فوتبال اهل فرانسه است.
از باشگاه‌هایی که در آن بازی کرده‌است می‌توان به باشگاه فوتبال نیم المپیک اشاره کرد.